# Joachim Garraud
Joachim Garraud (* 27. září 1968 Nantes) je francouzský DJ, ale také remixer a producent, podílející se na produkci hvězd jako David Guetta, Geyster, Paul Johnson, Deep Dish, David Bowie, OMD, Kylie Minogue, Mylène Farmer, Cassius, Belamour, Kid Vicious, Saffron Hill, Culture Club, Ceronne nebo Moby.

## Diskografie
- 2007: Love Is Gone (spolu s David Guetta a Chris Willis)
- 2007: Street Sounds
- 2008: Sharam - The One (Remix spolu s Davidem Guettou)
- 2008: Invasion
- 2011: Invasion 2011